# Daniel Tapeta
Daniel Tapeta (25 ottobre 1974) è un calciatore francese nato a Tahiti, portiere del Manu-Ura.

## Carriera

### Club
Ha sempre giocato nel campionato di casa.

### Nazionale
Ha collezionato 11 presenze con la maglia della propria Nazionale.